# Беріл Каннінгем
Беріл Каннінгем (англ. Beryl Cunningham; нар. 8 серпня 1946, Монтего-Бей, Ямайка — пом. 11 грудня 2020, Борбона, Італія) — ямайська модель, співачка, кіноакторка та ведуча.

## Життєпис
Народилася в родині університетського професора. Після закінчення школи переїхала до Лондона (Велика Британія) для навчання в університеті і продовження кар'єри моделі.
У 1960-1970-х знялась у низці кінофільмів, переважно італійських. Також записала кілька музичних альбомів.
У 1981 році написала книгу кулінарних афродизіаків «La cucina giamaicana».

## Фільмографія
- 1965 — Curse of the Voodoo (США) | укр. Прокляття Сімби.
- 1969 — Così dolce… così perversa (Італія, Франція) | укр. Така мила, така збочена.
- 1969 — Tarzana, sesso selvaggio (Італія) | укр. Тарзана, дика дівчинка.
- 1970 — Dorian Gray | Dio chiamato Dorian, Il (Італія, ФРН, Велика Британія) | укр. Доріан Ґрей.
- 1970 — Зміїний бог (італ. Il dio serpente, Венесуела, Італія) | укр. Зміїний бог.
- 1970 — Death Took Place Last Night | Morte risale a ieri sera, La (Італія, ФРН) | укр. Труп з'явився вчора ввечері.
- 1972 — Il decamerone nero (Італія, Франція) | укр. Декамерон.
- 1976 — Огидні, брудні, злі / (Італія, Brutti, sporchi e cattivi) — Бараката Негра
- 1976 — Nipote del prete, La (Італія) | укр. Племінниця священника.
- 1979 — L'Isola degli uomini pesce (Італія) | укр. Острів амфібій.
- 1983 — The Executor | Gli sterminatori dell'anno 3000 (Італія, Іспанія) | укр. Знищувачі 3000 року.

## Дискографія

### Сингли
- 1972 — Djamballa (Il Dio Serpente)/Calypso Blues (RCA, 7")
- 1972 — La reina bella (RCA, 7")
- 1976 — To Charlie Club (SB, 7")
- 1976 — Lover Baby/Come On Let's Black Love (Dany Record, DR 1006, 7")
- 1978 — Tua/Why-O (Love, MD F 007, 7")
- Charlie/Black Key (7")